# (73286) 2002 JF64
(73286) 2002 JF64 – planetoida z pasa głównego asteroid okrążająca Słońce w ciągu 5,62 lat w średniej odległości 3,16 j.a. Odkryta 9 maja 2002 roku.